# Europejski Korpus Solidarności
Europejski Korpus Solidarności, EKS – międzynarodowy program Komisji Europejskiej, w ramach którego młodzi ludzie mogą wziąć udział w projektach z zakresu wolontariatu, rozwoju zawodowego. Program jest finansowany ze środków Unii Europejskiej
Europejski Korpus Solidarności został uruchomiony 5 października 2018 roku jako następca Wolontariatu Europejskiego, który istniał od 1996 roku, a w latach 2014-2018 był częścią programu Erasmus+. Program  do 2020 roku składał się z trzech filarów: projektów wolontariatu, projektów solidarności oraz staży i miejsc pracy.
W perspektywie finansowej KE 2021-2027 program opiera się na akcjach: Wolontariat i Projekty Solidarności.
Europejski Korpus Solidarności powstał, by promować integrację społeczną i solidarność, pogłębić zaangażowanie młodych ludzi we wzmacnianie demokracji i obywatelstwa, a także przyczynić się do współpracy w odpowiadaniu na wyzwania społeczne. 
Wolontariat, staże i miejsca pracy aranżowane są przez organizacje posiadające Znak Jakości nadawany przez Narodową Agencję Europejskiego Korpusu Solidarności. Udział w projektach mogą wziąć osoby między 18. a 30. rokiem życia, które zamieszkują lub legalnie przebywają w krajach Unii Europejskiej oraz krajach partnerskich programu. Europejski Korpus Solidarności szczególnie wspiera ludzi młodych o mniejszych szansach, znajdujących się w niekorzystnej sytuacji w porównaniu z rówieśnikami. 
Projekty Europejskiego Korpusu Solidarności i organizacje uczestniczące muszą przestrzegać zasady równego traktowania, tolerancji, zapewnić bezpieczne środowisko pracy i godne warunki.

## Założenia programu
Podstawowym celem i założeniem Europejskiego Korpusu Solidarności jest promowanie solidarności, przede wszystkim poprzez działania wolontariackie. Program wspiera włączenie młodych ludzi i organizacji w działania związane z solidarnością, demokracją oraz obywatelstwem w Europie, które są odpowiedzią na bieżące wyzwania społeczne. Istotnym założeniem jest poszanowanie idei solidarności, godności ludzkiej, praw człowieka i równości wszystkich osób. 
Celem programu jest umożliwienie młodym ludziom działań związanych z potrzebami danego regionu czy organizacji. Program zakłada wsparcie organizacji i lokalnej społeczności ale również samego wolontariusza - celem jest więc nie tylko korzystny wpływ w miejscu odbywania wolontariatu, lecz również pozytywny wpływ na przyszłe szanse i możliwości rozwoju wolontariusza. 

## Projekty wolontariatu
Projekty wolontariatu dają możliwość uczestnictwa w krajowych lub zagranicznych działaniach solidarnościowych na rzecz innych oraz pracy w organizacji pozarządowej. Dzięki zaangażowaniu w wykonywaną pracę, wolontariusz ma szansę na zdobycie praktycznego doświadczenia, umiejętności oraz kompetencji rozwoju osobistego, społecznego, obywatelskiego oraz zawodowego.
Udział w projekcie wolontariatu nie wymaga doświadczenia, specjalistycznego wykształcenia ani znajomości języka obcego. Każdy kto spełnia kryterium wieku może zarejestrować się w bazie Europejskiego Korpusu Solidarności i zgłosić chęć uczestnictwa w wybranym projekcie.
Wolontariusz może wziąć udział w projektach o dowolnej tematyce, np. ekologicznej, kulturalnej, sportowej, wspierać społeczność lokalną poprzez naukę dzieci czy aktywizację osób starszych, działać na rzecz praw człowieka czy promować demokrację i zaangażowanie młodych ludzi w życie społeczne.
Projekty kierowane są do osób pomiędzy 18. a 30. rokiem życia, zamieszkujących lub legalnie przebywających w krajach Unii Europejskiej oraz krajach partnerskich programu Europejskiego Korpusu Solidarności (Liechtenstein, Islandia i Norwegia, Macedonia Północna i Turcja, Albania, Bośnia i Hercegowina, Kosowo, Czarnogóra, Serbia, Armenia, Azerbejdżan, Białoruś, Gruzja, Mołdawia, Ukraina, Algieria, Egipt, Izrael, Jordania, Liban, Libia, Maroko, Palestyna, Syria, Tunezja, Federacja Rosyjska).
Każdy uczestnik ma zapewnioną refundację kosztów podróży, ewentualnych kosztów wizowych, szczepień, zaświadczeń lekarskich, finansowanie kosztów zakwaterowania, wyżywienia i transportu lokalnego, kieszonkowe na prywatne wydatki, wsparcie w nauce języka obcego, materiały niezbędne do wykonywania zadań oraz opiekę ubezpieczeniową. Dodatkowo zapewniony jest udział w szkoleniach organizowanych przez Agencje Narodowe lub Centra Współpracy SALTO, wsparcie mentora w trakcie trwania wolontariatu, a także Certyfikat Youthpass, który potwierdza zakończenie projektu oraz zdobyte podczas jego trwania umiejętności.

### Wolontariat indywidualny
Projekt wolontariatu indywidualnego może trwać od 2 do 12 miesięcy angażując wolontariusza w wymiarze pracy między 30 a 38 godzin tygodniowo. W wyjątkowych przypadkach projekty wolontariatu indywidualnego mogą trwać od 2 tygodni do 2 miesięcy (tzw. wolontariat krótkoterminowy) i kierowane są głównie do osób z mniejszymi szansami. Działania mogą być realizowane w kraju zamieszkania wolontariusza (projekty krajowe) lub poza jego granicami (projekty międzynarodowe). Podczas projektu wolontariatu indywidualnego, wolontariusz może być jedyną osobą w organizacji, która odbywa projekt wolontariatu lub może zostać włączony w działania innych wolontariuszy, którzy również zdecydowali się na pracę w wybranej organizacji.

### Wolontariat grupowy
W ramach wolontariatu grupowego, wolontariusze mogą pracować w zespole od 10 do 40 osób pochodzących z co najmniej dwóch różnych krajów. W zależności od projektu, działania mogą trwać od 2 tygodni do 2 miesięcy. Projekty odbywać się mogą zarówno w kraju lub za granicą.

## Staże i miejsca pracy
Staże i miejsca pracy są działaniami, które zapewniają młodym ludziom możliwości pracy lub odbycia stażu w Polsce lub za granicą. Uczestnicy projektu mogą zdobyć nowe umiejętności i doświadczenie, podnosząc tym samym swoje szanse na rynku pracy.
Projekty staży i miejsc pracy odbywają się w organizacjach które działają w tzw. sektorze solidarnościowym.
W ramach Europejskiego Korpusu Solidarności instytucja może przyjąć do pracy stażystę lub pracownika w wieku od 18 do 30 lat. Może to być zarówno obywatel państwa członkowskiego Unii Europejskiej, jak osoba legalne przebywająca w kraju członkowskim Unii Europejskiej w momencie składania wniosku o dofinansowanie. Warunkiem zakwalifikowania się do projektu jest zarejestrowanie się w bazie Europejskiego Korpusu Solidarności.
Każdy uczestnik projektów staży i miejsc pracy ma zapewnione: refundację kosztów podróży, refundację ewentualnych kosztów wizowych, szczepień i zaświadczeń lekarskich, refundację kosztów związanych z uznawalnością dyplomów i kwalifikacji zawodowych, finansowanie materiałów niezbędnych do wykonywania zadań, dodatek relokacyjny, wsparcie w nauce języka ubezpieczenie, udział w szkoleniach organizowanych przez Narodowe Agencje lub Centa Współpracy SALTO, certyfikat, który potwierdza zdobyte podczas uczestnictwa w projekcie umiejętności.
Uczestniczący w stażach i pracujący w ramach projektów EKS zdobywa doświadczenia w pracy w międzynarodowym środowisku, działając jednocześnie społecznie, rozwija kompetencje i podnosi swoje kwalifikacje. Udział w projekcie daje również możliwość poznania innej kultury i nauka języka obcego.

### Staże
Staż to działanie w pełnym wymiarze czasu pracy (zgodnie z prawem kraju, w którym znajduje się instytucja goszcząca stażystę). Projekt może trwać od 2 do 6 miesięcy, podczas których stażysta uczy się i szkoli. Celem projektu jest rozwijanie kompetencji przydatnych w rozwoju osobistym, edukacyjnym, społecznym, obywatelskim i zawodowym stażysty. Staż powinien opierać się na pisemnej umowie o staż zawartej po jego rozpoczęciu, zgodnie z obowiązującymi ramami prawnymi w kraju, w którym odbywa się staż. Stażysta nie może zastępować pracownika i powinien być wynagradzany przez organizację przyjmującą.

### Miejsca pracy
Realizując projekt "Miejsca pracy" uczestnik zatrudniony jest w pełnym wymiarze czasu pracy, zgodnie z obowiązującym prawem krajowym. Praca może trwać od 3 do 12 miesięcy. Pracownik wynagradzany jest przez organizację przyjmującą a podejmowane przez pracownika działania obejmują naukę oraz szkolenia i opierają się na pisemnej umowie o pracę, która respektuje wszystkie warunki zatrudnienia określone w prawie, które obowiązuje w kraju realizacji projektu.

## Projekty solidarności
Projekty solidarności to działania skierowane do młodych osób dostrzegających potrzebę zmiany otaczającego je środowiska i przeprowadzenia projektu bezpośrednio powiązanego ze społecznością lokalną, w której żyją. Realizując projekty solidarności uczestnicy mają możliwość odpowiedzieć na problemy i wyzwania wokół nich, jednocześnie zajmując się priorytetami zidentyfikowanymi na poziomie europejskim.
Projekty trwają od 2 do 12 miesięcy i muszą odbywać się w kraju zamieszkania uczestników projektu. Grupa inicjatywna musi składać się z co najmniej 5 osób w wieku od 18 do 30 lat, zarejestrowanych w bazie Europejskiego Korpusu Solidarności. Grupa samodzielnie decyduje o metodach pracy i sposobie zarządzania projektem, otrzymuje wsparcie organizacji lub instytucji posiadającej osobowość prawną.
Dzięki realizacji projektów solidarności, młodzi ludzie mają możliwość kreowania ciekawych i potrzebnych inicjatyw na rzecz swojej społeczności w oparciu o własny pomysł, zdobywają doświadczenie pracy w zespole metodą projektu, rozwijają kompetencje a także doświadczają poczucia wpływu na otaczającą rzeczywistość.
Uczestnicy mogą przeprowadzić projekty m.in. o tematyce kulturalnej, sportowej, ekologicznej, bazujące na pracy z dziećmi, młodzieżą, seniorami, na rzecz osób niepełnosprawnych, imigrantów czy mniejszości.
Europejski Korpus Solidarności w ramach programu Projektów Solidarności finansuje koszty zarządzania projektem, koszty wsparcia coucha oraz koszty nadzwyczajne, które rozliczane są zgodnie z kosztami rzeczywistymi.

## Statystyki wolontariatu europejskiego
Już od 1998 roku młodzi Polacy aktywnie korzystają z możliwości wyjazdu na wolontariat za granicą, a także w Polsce (od 2018). Systematycznie przybywa również ilość obcokrajowców wybierających Polskę na kraj docelowy swojego wolontariatu. Dotychczas można wyróżnić 5 głównych programów, umożliwiających wymianę uczestników:
- Wspólnotowy Program Działań (1998-1999)
- MŁODZIEŻ (2000-2006)
- Młodzież w działaniu (2007-2013)
- Erasmus+ (2014-2018)
- Europejski Korpus Solidarności (2018-obecnie)

W 2018 roku dofinansowanie do wolontariatu europejskiego można było otrzymać w ramach 2 programów: Erasmus+ oraz Europejskiego Korpusu Solidarności. Działania wolontariatu europejskiego w ramach Erasmus+ zakończą się w 2020 roku (całość programu będzie się odbywać w ramach Europejskiego Korpusu Solidarności).
Od 2007 roku (do 20.11.2020) 4 602 polskich uczestników skorzystało z programu, a Polskę odwiedziło 7 052 wolontariuszy z innych państw. Wśród polskich wolontariuszy przeważają kobiety – proporcja wynosi około 75:25.
| Rok | Ilość uczestników | Nazwa programu                           |
| SUMA | 4602              | -                                        |
| 2020* | 54                | Europejski Korpus Solidarności           |
| 2019 | 267               | Europejski Korpus Solidarności           |
| 2018 | 379**             | Erasmus+/ Europejski Korpus Solidarności |
| 2017 | 369               | Erasmus+                                 |
| 2016 | 305               | Erasmus+                                 |
| 2015 | 329               | Erasmus+                                 |
| 2014 | 349               | Erasmus+                                 |
| 2013 | 205               | Młodzież w działaniu                     |
| 2012 | 445               | Młodzież w działaniu                     |
| 2011 | 453               | Młodzież w działaniu                     |
| 2010 | 420               | Młodzież w działaniu                     |
| 2009 | 376               | Młodzież w działaniu                     |
| 2008 | 364               | Młodzież w działaniu                     |
| 2007 | 287               | Młodzież w działaniu                     |
| *dane do 20.11.2020 **239 uczestników w ramach programu Erasmus+ i 140 uczestników w ramach Europejskiego Korpusu Solidarności |                   |                                          |

| Rok | Ilość uczestników | Nazwa programu                           |
| SUMA | 7 052             | -                                        |
| 2020* | 97                | Europejski Korpus Solidarności           |
| 2019 | 310               | Europejski Korpus Solidarności           |
| 2018 | 699**             | Erasmus+/ Europejski Korpus Solidarności |
| 2017 | 909               | Erasmus+                                 |
| 2016 | 644               | Erasmus+                                 |
| 2015 | 491               | Erasmus+                                 |
| 2014 | 599               | Erasmus+                                 |
| 2013 | 563               | Młodzież w działaniu                     |
| 2012 | 630               | Młodzież w działaniu                     |
| 2011 | 479               | Młodzież w działaniu                     |
| 2010 | 478               | Młodzież w działaniu                     |
| 2009 | 442               | Młodzież w działaniu                     |
| 2008 | 414               | Młodzież w działaniu                     |
| 2007 | 297               | Młodzież w działaniu                     |
| *dane do 20.11.2020 ** 442 uczestników w ramach programu Erasmus+ i 257 uczestników w ramach Europejskiego Korpusu Solidarności |                   |                                          |

Wśród państw najchętniej odwiedzanych przez Polaków podczas projektów wolontariatu znajdują się przede wszystkich kraje Morza Śródziemnego - Portugalia, Hiszpania, Grecja, Turcja i Włochy, chociaż nie brakuje również wolontariuszy udających się do innych państw.
| Rok                 | Najpopularniejsze zagraniczne państwa goszczące (w nawiasach podano liczbę uczestników) |
| 2020*               | 1. Portugalia (8), 2. Chorwacja (6), 3. Niemcy (5), 3. Włochy (5) 13 osób odbyło wolontariat w Polsce. |
| 2019                | 1. Portugalia (41), 2. Włochy (22), 3. Grecja (19), 3. Hiszpania (19) 55 osób odbyło wolontariat w Polsce. |
| 2018                | W ramach Erasmus+: 1. Portugalia (33), 2. Hiszpania (19), 2. Chorwacja (19), 2. Włochy (19) W ramach EKS: 1. Grecja (12), 2. Hiszpania (11), 3. Włochy (7), 3. Portugalia (7) 48 osób odbyło wolontariat w Polsce. |
| 2017                | 1. Włochy (46), 2. Portugalia (45), 3. Hiszpania (38) |
| 2016                | 1. Hiszpania (44), 2. Portugalia (27), 3. Włochy (21) |
| 2015                | 1. Portugalia (53), 2. Hiszpania (39), 3. Grecja (29) |
| 2014                | 1. Hiszpania (37), 2. Niemcy (36), 3. Włochy (33) |
| 2013                | 1. Hiszpania (52), 2. Niemcy (47), 3. Białoruś (38) |
| 2012                | 1. Niemcy (51), 2. Gruzja (48), 3. Hiszpania (46) |
| 2011                | 1. Ukraina (56), 2. Niemcy (37), 2. Turcja (37) |
| 2010                | 1. Niemcy (47), 2. Ukraina (36), 3. Hiszpania (30) |
| 2009                | 1. Turcja (55), 2. Francja (35), 3. Wielka Brytania (34) |
| 2008                | bd. |
| 2007                | bd. |
| *dane do 20.11.2020 | |

Wśród wolontariuszy, którzy wybrali Polskę na kraj docelowy projektu, najwięcej uczestników pochodzi z Hiszpanii, Francji, Ukrainy, Niemiec, Włoch i Turcji.
| Rok                 | Najpopularniejsze państwa, z których uczestnicy przybyli na wolontariat europejski do Polski |
| 2020*               | 1. Hiszpania (22), 2. Niemcy (19), 3. Francja (11) 13 osób z Polski wzięło udział w wolontariacie w Polsce |
| 2019                | 1. Hiszpania (54), 2. Włochy (29), 3. Francja (25) 55 osób z Polski wzięło udział w wolontariacie w Polsce |
| 2018                | W ramach Europejskiego Korpusu Solidarności: 1. Ukraina (60), 2. Hiszpania (30), 3. Francja (19) 48 osób z Polski wzięło udział w wolontariacie w Polsce W ramach Erasmus+: 1. Hiszpania (75), 2. Turcja (66), 3. Ukraina (50) |
| 2017                | 1. Hiszpania (183), 2. Turcja (115), 3. Francja (107) |
| 2016                | 1. Turcja (114), 2. Hiszpania (97), 3. Włochy (82) |
| 2015                | 1. Hiszpania (105), 2. Włochy (55), 3. Turcja (42) |
| 2014                | 1. Turcja (91), 2. Hiszpania (88), 3. Francja (63) |
| 2013                | 1. Turcja (217), 2. Hiszpania (117), 3. Ukraina (54) |
| 2012                | 1. Turcja (191), 2. Hiszpania (68), 3. Niemcy (59) |
| 2011                | 1. Turcja (105), 2. Niemcy (66), 3. Francja (52) |
| 2010                | 1. Turcja (133), 2. Niemcy (73), 3. Francja (47) |
| 2009                | 1. Turcja (55), 2. Francja (35), 3. Wielka Brytania (34) |
| 2008                | 1. Niemcy (58), 2. Francja (33), 3. Turcja (24) |
| *dane do 20.11.2020 | |